# G. I. Honeymoon
G. I. Honeymoon ist eine US-amerikanische Filmkomödie von Phil Karlson (hier als Phil Karlstein geführt) aus dem Jahr 1945. Gale Storm und Peter Cookson spielen das Ehepaar Ann und Robert Gordon, dessen Probleme schon in der Hochzeitsnacht beginnen, da Robert zum Wachdienst abberufen wird. Das Filmplakat titelte seinerzeit: „Wie kann ein G.I. Liebe machen … wenn es keine Privatsphäre in der Armee gibt!“ Ein anderes Filmplakat warb mit den Worten: „Garantiert die wildeste, witzigste, liebevollste Romanze, die dauert, bis sie sich erfüllt!“
Das Drehbuch beruht auf einer Geschichte von A. J. Rubien, Robert Chapin und Marion Page Johnson.

## Handlung
Robert „Bob“ Gordon dient seinem Land im Zweiten Weltkrieg als G.I. An dem Tag, als er seine Freundin Ann Barton heiratet, erhält er ein Telegramm, sich wegen eines Notfalls sofort bei seiner Militärbasis in Nevada zum Dienst zurückzumelden. So wird die Trauungszeremonie hastig beendet, da Robert noch den Zug erreichen muss, der ihn nach Nevada bringt. Ann folgt dem Rat ihrer Tante Lavinia Thorndyke, Bob zu begleiten, in der Hoffnung, dass sich unterwegs im Zug eine Gelegenheit bietet, mit ihrem frisch angetrauten Mann ungestört zu sein. Ihr Versuch, sich ein Schlafabteil zu sichern, misslingt allerdings. Als sie Ace Renaldo trifft, der heftig mit ihr flirtet, hofft sie, ihn dazu bringen zu können, sein Abteil an sie abzutreten, indem sie auf seine Flirtversuche eingeht, um ihm dann zu sagen, dass sie ihn wegen Belästigung melden werde, wenn er ihr sein Abteil nicht abtrete. Nachdem ihr Trick funktioniert hat, wartet sie mit einem Abendessen und Champagner und in einem neuen Negligé sehnsüchtig auf ihren Mann. Kaum ist er eingetroffen, wird die romantische Stimmung der Gordons unterbrochen, da Robert für den Rest der Reise zum Offiziersdienst eingeteilt worden ist.
Nachdem der Zug in Faber in Nevada angekommen ist, wo Robert in Fort Dixon stationiert ist, muss Ann feststellen, das dort große Wohnungsnot herrscht. Auch das örtliche Hotel hat keine Zimmer mehr zu vergeben. In der Stadt trifft Ann unvermutet Ace Renaldo wieder, den Mann aus dem Zug, der im Ort zusammen mit seinem gutmütigen Assistenten Horace P. Malloy, besser bekannt als „Blubber“, eine illegale Spielhölle betreibt. Da das Duo einen Tipp bekommen hat, dass die Polizei von ihrem Unterfangen weiß und plant, die illegale Spielstätte auszuheben, verwandeln beide diese schlagartig in eine Wohnung, die sie Ann vermieten. Renaldo sieht darin eine Chance, seine noch offene Rechnung mit Ann zu begleichen. Auch ein weiterer Versuch des Ehepaares, die Ehe auch körperlich zu vollziehen, schlägt fehl, da  Robert so erschöpft ist, dass er einschläft, da er gerade einen 60 km langen Fußmarsch hinter sich hat.
Gerade als Ann Roberts Offizierskollegen zu einer Cocktailparty gebeten hat, verbreitet Renaldo die Nachricht, dass die Spielhölle wieder für den Geschäftsverkehr geöffnet sei und spielt der Polizei die Nachricht von der Einladung zu. Das alles endet in einer Katastrophe und zu guter Letzt befürchtet Robert auch noch, dass Ann ihm untreu geworden ist, da die  Frauen der anderen Militärangehörigen die Vermutung äußern, dass sie schwanger sei und Ann bricht ob dieses Durcheinanders in Tränen aus. Col. Hammerhead Smith, der inzwischen von dem Haus, in dem sich Seltsames abspielt, erfahren hat, begibt sich dorthin und entdeckt seine Soldaten, die er von der Militärpolizei abführen lässt. Bob wird festgenommen und Ann ist einmal mehr untröstlich. Dann taucht jedoch überraschend ihre Tante Lavinia auf, die früher einmal mit Smith liiert war und erinnert ihn an unerlaubte Vorkommnisse während des Ersten Weltkriegs und überzeugt ihn, dass Bob sich nichts habe zuschulden kommen lassen, sodass er freigelassen wird und Freigang für 48 Stunden erhält.
Als sich das nun wieder vereinte Paar gerade küsst, hören sie eine Funkansage, die Bob zurück ins Lager befiehlt. Ann fällt daraufhin vor Enttäuschung in Ohnmacht und Bob wendet sich an das Publikum und bittet um ein Glas Wasser.

## Produktion

### Produktionsnotizen
Die Produktion des Filmes begann am 22. September 1944 und endete bereits in der ersten Oktoberhälfte.
Karlson, der seinen ersten Film als Regisseur für Monogram nicht mochte und ihn für den schlechtesten Film hielt, den er jemals gemacht habe, war sich bei G. I. Honeymoon sicher, dass der Film ein Hit werden könnte, was sich dann auch bewahrheitete.
Gale Storms Eheschließung mit Lee Bonnell 1941 weist Gemeinsamkeiten mit der Filmhandlung insoweit auf, als Bonnell sich im August 1941, nur kurze Zeit bevor er und Gale die Ehe schlossen, ebenfalls  zum Militärdienst gemeldet hatte. Regisseur Phil Karstein, der später den Namen Karlson als Berufsnamen wählte, inszenierte drei Filme mit Gale Storm.
Shomen’s Trade Review berichtete im März 1946 von einem Theatermanager in Miami, der Kunden für den Film warb, indem er zwei junge Damen einstellte, die Anwohner anriefen, sich als Gale Storm ausgaben und sagten, dass sie heiraten würden und um einen Besuch im Rosetta Theatre, Kennwort G. I. Honeymonn, bitten würden.

### Veröffentlichung
Der Film hatte im März 1945 seine Premiere in Brooklyn. Massenstart war am 6. April 1945. In London im Vereinigten Königreich wurde er am 17. August 1945 veröffentlicht, am 20. August 1945 startete er dann allgemein in den englischen Kinos. In Deutschland wurde der Film, der nicht synchronisiert wurde, nicht veröffentlicht.

## Rezeption

### Kritik
In einer Rezension von Variety wird der Film als „ziemlich lustvolle Komödie“ beschrieben, der gekonnt frivole Risiken umgehe. In Shlmen’s Trade Review vom Frühjahr 1945 hieß es, das Drehbuch sein in seiner Exzellenz überraschend und der Film ein großer Moment für Gale Storm. Miss Storm sei bereit für die große Zeit: Sie sei schön, trage gute Kleidung und hole alles aus ihrem Dialog heraus.
Die Kolumnistin Erskine Johnson befand im Oktober 1945, dass Storm in fast allen ihren Filmen in den Hauptrollen besetzt sei wie auch hier in einer der witzigsten Komödien der Saison mit einer versierten Komödiantin.
Die National Legion of Decency meinte, der Film zeige nicht nur Gales Schönheit und Charme als wunderschöne junge Braut, sondern biete ihr auch die Gelegenheit, ihre komödiantischen Fähigkeiten zu demonstrieren, die sie in den 1950er-Jahren zu einem Top-Fernsehstar gemacht hätten.

### Auszeichnung
Edward J. Kay war 1946 in der Kategorie „Beste Filmmusik“ (Drama/Komödie) für einen Oscar nominiert, der jedoch an Miklós Rózsa und die Literaturverfilmung Ich kämpfe um dich ging.
Die Oscar-Nominierung für die Musikpartitur von Kay brachte der produzierenden Firma Monogram Pictures eine ihrer seltenen Oscar-Nominierungen ein.